# Scutellaria edelbergii
Scutellaria edelbergii là một loài thực vật có hoa trong họ Hoa môi. Loài này được Rech.f. miêu tả khoa học đầu tiên năm 1955.